# Библиотека литературы Древней Руси
«Библиотека литературы Древней Руси» — российская книжная серия Института русской литературы (Пушкинского Дома) РАН, выпущенная издательством «Наука» в 1997—2020 годах. Наиболее полное собрание памятников древнерусской литературы.

## История
В 1957 году издательство «Художественная литература» выпустило сборник «Литературные памятники Киевской Руси (Художественная проза Киевской Руси XI—XII вв.)», составителями которого были И. П. Еремин и Д. С. Лихачёв. В 1958 году в своем докладе на IV Международном съезде славистов в Москве Лихачёв предложил основные принципы издания древнерусских текстов, в том числе адресованного широкому кругу читателей. В 1969 году издательство «Художественная литература» в серии «Библиотека всемирной литературы» опубликовало «Изборник», издание наиболее интересных для читателя того времени древнерусские произведения XI—XVII веков. В нём впервые был реализован принцип параллельного (en regard) издания древнерусского текста и его перевода. Эта традиционная для учебной литературы форма подачи материала открыла для читателя возможность быть «соучастником изучения» текста
.
«Изборник» имел большой успех у читателей, что позволило приступить к изданию большой книжной серии «Памятники литературы Древней Руси». С 1976 по 1994 годы издательством «Художественная литература» было выпущено двенадцать томов. Эти издания стали первой книжной серией, охватывающей основной круг древнерусских литературных памятников. Серия была ориентирована на профессионалов-медиевистов и на широкий круг читателей, для которых был осуществлён принцип параллельной (en regard) публикации древнерусского текста и его перевода. В тот период не удалось преодолеть идеологические ограничения. Так, стремление открыть первый том, посвящённый литературе XI века, древнейшим русским оригинальным произведением — «Словом о законе и благодати» Илариона — вызвало решительный протест издательства, что, несмотря на научный и общественный авторитет Лихачёва, поставило под сомнение осуществление всего издания. «Слово о законе и благодати» было опубликовано лишь в новой идеологической обстановке в последнем томе серии. Тем не менее был представлен широкий диапазон репертуара древнерусской литературы, включавший и переводные произведения. «Памятники литературы Древней Руси» получили значительный читательский отклик. Вскоре отдельные тома серии стали библиографической редкостью. В 1993 году серия «Памятники литературы Древней Руси» была отмечена Государственной премией РФ.
В конце 1990-х годов по инициативе Лихачёва была начата работа над новой, двадцатитомной антологией древнерусской литературы «Библиотека литературы Древней Руси». Эта серия в большой степени основана на серии «Памятники литературы Древней Руси», но существенно превышает её по репертуару и объёму, ряд ранее опубликованных произведений даёт в их полном объёме. Она имеет также ряд других существенных отличий: издано большое число памятников агиографии, торжественного и учительного красноречия, богословия, апокрифов и др., которые ранее сложно было опубликовать по идеологическим причинам; в отсутствие идеологических преград значительно усовершенствовано источниковедческое обеспечение статей — было проведено систематическое соотнесение цитат с их источниками, в первую очередь библейскими книгами.
Основная работа была выполнена сотрудниками Отдела древнерусской литературы Института русской литературы РАН, но в ней принял участие также ряд других исследователей древнерусской литературы из университетов, академических и иных институтов разных регионов России.
В 2020 году серия «Библиотека литературы Древней Руси» стала победителем в главной номинации премии «Книга года».
«Памятники литературы Древней Руси» и «Библиотека литературы Древней Руси» оказали влияние на популяризацию древнерусской житийной литературы.

## Характеристика
«Библиотека литературы Древней Руси» представляет собой одно из фундаментальных изданий Отдела древнерусской литературы Института русской литературы РАН. Издание было подготовлено на основе рукописных памятников, сопровождается научным комментарием памятники древнерусской литературы с XI по XVII века. Издание включает параллельную публикацию древнерусского текста и его перевода на современный русский язык.
Основное внимание в серии уделено оригинальной древнерусской литературе. Тексты священного Писания, литургические тексты из триодей, служебных миней и др., сочинения византийских отцов Церкви представлены лишь небольшим числом образцов. Но в южнославянских переводах сохранилось большое число житий святых и библейских апокрифов. Некоторые из них включены в данную книжную серию, которая содержит не только литературу, которая была написана на Руси, но и произведения, которые читались на Руси. Серия включает также «Русскую правду» и образцы берестяных грамотах, памятники, отражающие социальную жизнь Древней Руси и отличающуюся от церковнославянского языка обиходную речь.

## Выходные сведения
- Библиотека литературы Древней Руси / Институт русской литературы (Пушкинский Дом) РАН; Под ред. Д. С. Лихачёва, Л. А. Дмитриева, А. А. Алексеева, Н. В. Понырко. — СПб.: Наука, 1997—2020. — Т. 1—20.